# Werbky (obwód dniepropetrowski)
Werbky (ukr. Вербки) – wieś na Ukrainie, w obwodzie dniepropetrowskim, w rejonie pawłohradzkim, siedziba hromady. W 2001 liczyła 3822 mieszkańców, spośród których 3553 wskazało jako ojczysty język ukraiński, 231 rosyjski, 9 mołdawski, 8 białoruski, 11 ormiański, a 10 inny.